# Mateusz (opat Achmim)
Mateusz – duchowny Koptyjskiego Kościoła Ortodoksyjnego, od 2019 opat monasteru Matki Bożej w Achmim.

## Życiorys
W 2004 złożył śluby zakonne. Święcenia kapłańskie przyjął w 2007. Sakrę biskupią otrzymał 9 czerwca 2019.